# Liste der Baudenkmale in Neu-Seeland
In der Liste der Baudenkmale in Neu-Seeland sind alle Baudenkmale der brandenburgischen Gemeinde Neu-Seeland und ihrer Ortsteile aufgelistet. Grundlage ist die Veröffentlichung der Landesdenkmalliste mit dem Stand vom 31. Dezember 2020. Die Bodendenkmale sind in der Liste der Bodendenkmale in Neu-Seeland aufgeführt.

## Baudenkmale in den Ortsteilen
In den Spalten befinden sich folgende Informationen:
- ID-Nr.: Die Nummer wird vom Brandenburgischen Landesamt für Denkmalpflege vergeben. Ein Link hinter der Nummer führt zum Eintrag über das Denkmal in der Denkmaldatenbank. In dieser Spalte kann sich zusätzlich das Wort Wikidata befinden, der entsprechende Link führt zu Angaben zu diesem Denkmal bei Wikidata.
- Lage: die Adresse des Denkmales und die geographischen Koordinaten. Link zu einem Kartenansichtstool, um Koordinaten zu setzen. In der Kartenansicht sind Denkmale ohne Koordinaten mit einem roten beziehungsweise orangen Marker dargestellt und können in der Karte gesetzt werden. Denkmale ohne Bild sind mit einem blauen bzw. roten Marker gekennzeichnet, Denkmale mit Bild mit einem grünen beziehungsweise orangen Marker.
- Bezeichnung: Bezeichnung in den offiziellen Listen des Brandenburgischen Landesamtes für Denkmalpflege. Ein Link hinter der Bezeichnung führt zum Wikipedia-Artikel über das Denkmal.
- Beschreibung: die Beschreibung des Denkmales
- Bild: ein Bild des Denkmales und gegebenenfalls einen Link zu weiteren Fotos des Baudenkmals im Medienarchiv Wikimedia Commons

### Kunersdorf
| ID-Nr.            | Lage                    | Bezeichnung | Beschreibung | Bild       |
| ----------------- | ----------------------- | ----------- | --- | ---------- |
| 09120054 Wikidata | Kunersdorfer Weg (Lage) | Herrenhaus  | Das eingeschossige Herrenhaus wurde zum Ende des 18. Jahrhunderts erbaut und befindet sich östlich der Dorfstraße. Der massive neunachsige Putzbau wurde aus Ziegeln und Feldsteine errichtet. Er wird durch ein Krüppelwalmdach abgeschlossen. | Herrenhaus |

### Leeskow
| ID-Nr.            | Lage   | Bezeichnung                                                   | Beschreibung | Bild                  |
| ----------------- | ------ | ------------------------------------------------------------- | --- | --------------------- |
| 09120071 Wikidata | (Lage) | Herrenhaus mit Garten                                         | | Herrenhaus mit Garten |
| 09120395 Wikidata | (Lage) | Erbbegräbnis der Familien Vogel und Petrich, auf dem Friedhof | Das Erbbegräbnis wurde um 1870 errichtet. Bauherr war Rittergutsbesitzer Eduard Vogel. Gewidmet ist es den Familien Petrich und Vogel. Der massive Ziegelbau mit Walmdach verfügt über ein Kreuzgratgewölbe. | BW                    |

### Lieske
| ID-Nr.            | Lage                 | Bezeichnung                                                              | Beschreibung                                                                               | Bild           |
| ----------------- | -------------------- | ------------------------------------------------------------------------ | ------------------------------------------------------------------------------------------ | -------------- |
| 09120392 Wikidata | (Lage)               | Dorfkirche                                                               | Die evangelische Dorfkirche wurde 1750 erbaut. Der Altaraufsatz stammt aus dem Jahre 1695. | weitere Bilder |
| 09120381 Wikidata | Dorfstraße 30 (Lage) | Gehöft, bestehend aus Wohnhaus, Stall, Scheune, Backhaus und Einfriedung |                                                                                            | weitere Bilder |

### Ressen
| ID-Nr.            | Lage              | Bezeichnung | Beschreibung | Bild           |
| ----------------- | ----------------- | ----------- | --- | -------------- |
| 09120129 Wikidata | Dorfstraße (Lage) | Dorfkirche  | Die Saalkirche entstand vermutlich im 15. Jahrhundert unter Einbezug eines Vorgängerbaus. Das Bauwerk wurde 1713 umgebaut. Dabei wurden die Fenster „barock“ vergrößert und ein zweigeschossiger Logenanbau errichtet. Im Innenraum steht unter anderem ein Kanzelaltar aus dem Jahr 1713. | weitere Bilder |